# Keila (vodopad)
Keila (est. Keila juga) je vodopad na sjeveru Estonije, u okrugu Harju.
Nalazi se na istoimenoj rijeci koja pripada finskozaljevskom slijevu. To je treći najsnažniji vodopad u Estoniji nakon vodopada na Narvi i Jägali. Visok je 6 metara, a širok između 60 i 70 metara.

## Vanjske poveznice
|  | Zajednički poslužitelj ima još gradiva o temi Keila (vodopad) |